# Nicolas Couttet
Pour les articles homonymes, voir Couttet.
Pas d'image ? Cliquez ici

a Compétitions nationales et continentales officielles uniquement.

b Matchs officiels uniquement.
Dernière mise à jour le 10 décembre 2017.
Nicolas Couttet, né le 30 janvier 1975 à Chamonix-Mont-Blanc (Haute-Savoie), est un joueur français de rugby à XV, à XIII et à sept qui évolue au poste de centre (1,82 m pour 88 kg). C'est un ancien international de rugby à XIII.

## Carrière
- 1984-1985 : SO Avignon XIII
- 1985-1987 : US Pontet XV (Le Pontet (Vaucluse))
- 1987-1988 : Carpentras XIII
- 1988-1999 : Saint Estève XIII
- 1999-2001 : Biarritz olympique
- 2001-2003 : USA Perpignan
- 2003-2007 : CA Brive
- 2007-2008 : RC Chateaurenard
- 2008-2014 : US Avignon-Le Pontet 84

En août 2005, il est suspendu six mois après un contrôle positif au cannabis et à l'éphédrine effectué le 21 mai 2005 après un match entre Brive et Bourgoin.

## Palmarès
- Vainqueur du Challenge Yves du Manoir : 2000 (inscrit un essai en finale)
- Finaliste de la Heineken Cup : 2003
- Équipe de France A de rugby à XV : 1 en 2000 contre le Japon, 2 en 2001 contre l'Écosse et l'Angleterre, 4 sélections en 2005
- Équipe de France de rugby à XIII
- Équipe de France de rugby à sept (participation aux tournois de San Diego, Tunis, Hong Kong et Adélaïde en 2007)